# Paolo Capizzi
Paolo Capizzi (n. 1969) es un meteorólogo, y militar italiano, que desarrolla actividades técnicas en la Oficina General del Espacio Aéreo y Meteorología, en el Palacio de la Aeronáutica, en Roma.
En noviembre de 1995, con el grado de teniente, comenzó a aparecer en los encabezados de las condiciones meteorológicas de TG2, y en junio de 1996 amplió su presencia en la televisión, siendo uno de los cuatro especialistas del tiempo, de la Fuerza Aérea, participando en el verano, de mañana en mañana y, a menudo en el programa de la RAI-3, y de la CCiSS con diferentes intervenciones, informando a turistas.
Vuelve a aparecer en la televisión en 2006, con Sabato&Domenica hasta mayo de 2009, con el grado de teniente coronel. Al mismo tiempo, entre otros, participó en dos misiones en la Antártida como parte del Programa Nacional Italiano de Investigación Antártica.

## Honores
En 2003: premiado por la Comuna de Roma, con el Premio simpatía, de las emisiones de las mañanas de mayo de 2004.

## Algunas publicaciones

### Libros
- paolo Capizzi. 2004. Il tempo e la vita quotidiana. Meteoropatia, meteorologia, società. Volumen 39 de Inchieste e proposte. Editor Sapere 2000 Ediz. Multimediali, 189 pp. ISBN 8876732195